# Alibi (pjäs)
Alibi är en pjäs från 1928 av Michael Morton baserad på Dolken från Tunis, en roman från 1926 av den brittiska deckarförfattaren Agatha Christie.
Den hade premiär på Prince of Wales Theatre i Londons West End den 15 maj 1928 med Charles Laughton i huvudrollen som Hercule Poirot. Den var en succé och spelades i 250 föreställningar fram till den 7 december 1928. Det var Agatha Christies första scenverk och den första bearbetningen av ett av hennes verk för något medium utanför hennes böcker. Med den nya titeln The Fatal Alibi hade pjäsen premiär på Broadway i februari 1932. Uppsättningen regisserades av Laughton, som repriserade rollen som Poirot.

## Historia
Christie höll inte med om att hennes favoritkaraktär Caroline Sheppard, inspirationen till Miss Marple, skulle förvandlas till en vacker flicka vid namn Caryl Sheppard. Hon tillät denna förändring bara för att alternativet var att förvandla Poirot till en ung man vid namn Beau Poirot och ha "massor av tjejer som var förälskade i honom". Christie gillade idén med den gamla ungmön Caroline Sheppard och hennes roll i byn avspeglades genom henne och hennes bror dr Sheppard. I pjäsen erkänner Poirot för doktorn att han är förälskad i Caryl, som hon kallas för, men att han känner sig tvungen att åka tillbaka till sitt gamla hemland Belgien.

## Handling
Gästerna i Sir Roger Ackroyds hem Fernley Park diskuterar den lokala kvinnan mrs Ashley Ferrars självmord under föregående natt. Ferrars hade en nära relation med Sir Roger och hennes död har påverkat honom mycket. De diskuterar vidare det förestående tillkännagivandet av förlovningen mellan Sir Rogers svärdotter Flora och Ralph Paton. En attraktiv granne, Caryl Sheppard, kommer för att spela bridge följd av Hercule Poirot som nyligen har flyttat till byn. Caryl bjuder in Poirot att äta middag med henne på Fernley samma kväll med henne och hennes bror dr James Sheppard. När dr Sheppard anländer diskuterar han och Ackroyd den avlidna mrs Ferrars. Ackroyd hade planerat att gifta sig med mrs Ferrars efter att hon hade sörjt sin avlidne makes död. Hon erkände att hon hade förgiftat honom. Hon drevs till självmord av en okänd utpressare. Ackroyd är säker på att hon skulle ha lämnat ett brev till honom där hon beskrev vem hennes förföljare var. Samma kväll när alla har gått och lagt sig blir Ackroyd stucken med en dolk genom halsen med bara sina egna avtryck på handtaget.
Doktor Sheppard berättar för Poirot om den verkliga orsaken till mrs Ferrars självmord och brevet som Sir Roger fått. Ackroyds sekreterare Geoffrey Raymond berättar för Poirot att han vid 9.30-tiden hörde Ackroyd säga till någon okänd person att han inte kunde ge dem pengar. Gästen Major Blunt säger också att han hörde orden när han gick på terrassen, men att han blev distraherad av en kvinna i vitt som rörde sig på tomten. Kvinnan visar sig vara hembiträdet Ursula Bourne, som i hemlighet är gift med Ralph Paton. Nästa morgon kallar Poirot till sig hovmästaren Parker och ber honom berätta vad som är annorlunda med rummet jämfört med föregående kväll. Raymond blir utfrågad om några främlingar som setts den senaste veckan. Den ende han kan erinra sig var en ung representant från en firma som tillverkade diktafoner. Familjens advokat mr Hammond avslöjar att den döde mannens testamente lämnar större delen av kvarlåtenskapen till Paton. Det avslöjas också att 100 pund i kontanter saknas i Ackroyds rum. Fyra dagar senare erkänner Flora att hon stulit pengarna. Blunt som är förälskad i Flora hävdar ridderligt att pengarna gavs till honom av Sir Roger, men Poirot berättar för majoren att Flora skulle gifta sig med honom för att undkomma hennes och hennes mors fattigdom.
Nästa natt samlar Poirot ihop alla de misstänkta och efter att ha avslöjat Bournes äktenskap med Paton fortsätter han att misskreditera Patons alibi. Poirot berättar för den församlade gruppen att för att rädda Paton måste den verklige mördaren erkänna. De har fram till middagstid i morgon och då ska Poirot gå till polisen. När alla har gått hämtar Poirot tillbaka dr Sheppard och anklagar honom för brottet. Han avslöjar att när Blunt och Raymond hörde rösten av Ackroyd som hördes avslå en utpressningsbegäran, lyssnade de i själva verket på en tidigare gjord diktafoninspelning. Mördaren tog sedan bort diktafonen från platsen. Mördaren kan bara vara någon som hade en behållare för att bära bort maskinen och som hade arbetsrummet för sig själv en stund efter upptäckten av kroppen – med andra ord dr Sheppard själv. Läkarens motiv var att skydda sig själv – han var mrs Ferrars utpressare. Poirot föreslår att läkaren tar den "renaste" vägen ut; Sheppard går med på det och går därifrån. Poirot berättar för Caryl att han har misslyckats med att fånga mördaren, men att han kan rentvå Ralph.

## Mottagande av Londonuppsättningen
Recensionen i The Times den 16 maj 1928 ifrågasatte "om man kan göra en pjäs av teoretisk analys" och fortsatte med att berömma Laughtons prestation som Poirot. "Om vi inte tröttnar på att Poirot ställer frågor till höger och vänster, Poirot med uppsträckt finger förklarar sina åsikter för en halvcirkel av lyssnare, så är det för att Charles Laughton med lite hjälp av texten gör en personlighet av den feta och sentimentala lilla deckaren." Recensionen konstaterade att Lady Tree inte hade något utrymme inom den roll som gavs till henne att ge rollen som Mrs. Ackroyd personlighet, men "kompetens var allt som krävdes av henne, och av resten av skådespelarna, och det var allmänt tillmötesgående. En skådespelare som fick beröm var Henry Daniell för sin "orubbligt naturliga butler", men hans "mysterium... var inte... tillräckligt analyserat".
The Guardian uttryckte den 16 maj 1928 liknande känslor och skrev: "Vi kan knappast motstå pjäsen trots dess väsande start och oförmåga att accelerera, eftersom M. Poirot presenteras på scen av Charles Laughton, som, till skillnad från många ungdomar med lysande förhoppningar, fortsätter att spela nästan mer än han så frikostigt lovade.”
Recensionen i The Observer den 20 maj 1928 var berömmande om J.H. Roberts och Charles Laughtons prestationer. Om Roberts skrev recensenten: "Om någonsin en man genom sin prestation lyckades få en publik av beslutsamma detektiver att tappa vittringen, så kastade mr Roberts bort dessa av förstakvällens publik som inte hade läst mrs Christies smarta roman." Om Laughton sa recensenten: "Han intar scenen och kontrollerar publiken bestämt. Han fyller mig med en känsla av sin kraft och gör mig intensivt medveten om honom från det ögonblick han kommer in på scenen till det ögonblick han lämnar den. Han är skådespelare."
Om pjäsen i allmänhet sa recensenten: "Börjar dåligt men förbättras stadigt; De två första scenerna, som är tråkiga och långsamma, skulle kunna förkortas. Mr Morton hade sannerligen ett svårt arbete att utföra vid dramatiseringen av romanen, ty det smarta i mrs Christies berättelse ligger inte så mycket i handlingen som i det faktum att den berättas av mördaren. Mr Laughton tillförde emellertid så mycket till rollen som Poirot att de spelade mycket större än vad det är. Denna recensent konstaterade, till skillnad från de andra citerade, att resten av skådespelarna också var "utmärkta".
The Scotsman skrev den 16 maj 1928: "Det är en hyllning till Michael Morton... att under pjäsen... man ignorerade helt de många svagheterna i den beviskedja som gjorde att Sir Roger Ackroyds mördare fick förbli hemlig." De kallade Alibi "en av de bästa i sitt slag" och liksom de andra berömde de Laughtons prestation som Poirot.
Daily Mirror skrev den 16 maj 1928 om Charles Laughtons framträdande att "Han har den personlighetsstyrka som gör varje ord eller rörelse intressant. Han ger också en känsla av verklighet och överhängande dramatik till processen att korsförhöra olika personer. Sir Gerald du Maurier har producerat verket enligt det moderna manér där människor rör sig tyst, beter sig trovärdigt och ofta sitter med ryggen mot publiken när de talar."